# コンピュータ・情報関連企業設立の年表
コンピュータ・情報関連企業設立の年表 （コンピュータ・じょうほうかんれんきぎょうせつりつのねんぴょう）とは、コンピュータ分野、パソコン分野、関連ソフトウェア分野、インターネット分野（広義のIT分野）の主要企業の設立年に関する年表である。

## 日本の企業
日本の場合、戦前からの歴史を持つ大手総合電機メーカーや通信機器メーカーを中心に、1950年代後半よりコンピュータ（電子計算機）の開発が行われてきた。
- 1881年 - 沖電気工業創立
- 1899年 - 日本電気(NEC)創立
- 1910年 - 日立製作所創立
- 1918年 - 松下電器産業（現在のパナソニック）創立
- 1923年 - 富士電機（富士通の親会社）創立
- 1935年 - 富士通信機製造（富士通の前身）創立
- 1939年 - 東芝発足
- 1946年 - 東京通信工業、樫尾製作所(現在のソニーとカシオ計算機)創立

日本では、アメリカのようなベンチャー企業によるコンピュータハードウェア製造企業は、「ソード」などが興ったものの、市場に影響を与えるようなことはなかった。
コンピュータといえば大型汎用機を指していた1970年代まで、ソフトウェアはハードウェアの付属品であるという考え方が強く、ソフトウェア産業はほとんど興らなかった。
むしろ、日本では、財務管理や給与計算などの業務を委託する計算センターという形で、1960年代後半（昭和40年代）に設立された企業が多い。主要な財務系パッケージソフトウェアの企業も、元は計算センターから始まっている。
- 1965年 - 野村総合研究所設立
- 1966年 - TKC設立
- 1967年 - 日本電信電話公社にデータ通信本部設立（現NTTデータの前身）
- 1968年 - 日本デジタル研究所設立

独立系ソフトウェア産業の第一号は、1968年設立されたCSKであろう。
1980年代になると、オフィスコンピュータやミニコンピュータなどの登場で、コンピュータの価格が低下し、大企業の計算機室や計算センターに限られていたコンピュータが、大企業の支社や支店、さらには中小企業まで入るようになる。これに対応して、この時代には多くの零細独立系ソフトウェア開発企業が設立された。パーソナルコンピュータの登場した後半には、パソコン通信を行う企業がいくつも設立された。
- 1986年 - ニフティ設立
- 1990年 - 朝日ネット設立

1990年代以降は、インターネットなどの勃興により、北米の影響を受けるようになる。

### その他日本の主要IT系企業の設立年
- 1977年 - アスキー
- 1981年 - ソフトバンク
- 1981年 - ジャストシステム
- 1988年 - NTTデータ
- 1992年 - インプレス
- 1992年 - IIJ
- 1996年 - ライブドア
- 1997年 - 楽天
- 1997年 - ドワンゴ

## 北米の企業
2000年代にコンピュータ・情報分野で名を連ねる北米大手企業の多くは、シリコンバレーと呼ばれるサンフランシスコの主に南部一帯に本社を構えている。アメリカの情報関連企業は、首都ワシントンや金融の中心地ニューヨークに本社が集中していない点が日本と異なっている。
比較的新しい産業であるソフトウェア分野やインターネット分野では、当然ながら設立して間もない若い企業が多いが、ハードウェアを製造する企業も1980年代前後に設立されたものが多いのが特徴である。
マイクロソフトはアメリカ西海岸のシアトルに、また、IBMは東海岸ニューヨーク州に本拠地があり、ソフトの大手2社は不思議とシリコンバレーが本拠地ではない。また、パソコンの製造・販売でかつて大手だったコンパック（現在はヒューレット・パッカード）や、2004年現在の大手であるデルはテキサス州に本拠地を置いている。

### 1960年代以前
日本の大手メーカーと同じく比較的古い時代に設立された老舗の企業。
- 1914年 IBM創立。

コンピュータ・ソフトウェアの巨人。1911年に3社が合併し、1914年を創立の年としている。本社はニューヨーク州。
- 1928年 モトローラ設立。

携帯電話、半導体大手。イリノイ州シカゴで創業し、現在の本社はイリノイ州ショームバーグ。
- 1939年 ヒューレット・パッカード設立。

コンピュータ、パソコンの製造販売大手。2004年のパソコン世界シェアは1位。本社はカリフォルニア州パロアルト（シリコンバレー）。
- 1957年 DEC設立。

かつてのミニコンの大手。本社はマサチューセッツ州メイナード。1998年にコンパック・コンピュータに買収された。

### 1960年代末 - 1980年代前半
メモリ、CPUなどコンピュータの基本部品を手がけるインテルがやや早い時期に設立された。これとは別に、現在でも名前が知られている多くの企業が1970年代後半から1980年代前半にかけて相次いで設立された。パソコン時代の到来とともにソフトウェア大手企業も登場した。
- 1968年 インテル設立。

半導体、CPUの世界最大の企業。本社はカリフォルニア州サンタクララ（シリコンバレー）。
- 1970年 Western Digital設立。

サーバ・デスクトップパソコン用ハードディスクドライブの大手3社の1つ。本社はカリフォルニア州レイクフォレスト。
- 1975年 マイクロソフト設立。

OS、ソフトウェアの世界最大企業。本社はワシントン州シアトル。創業者のビル・ゲイツは情報技術分野で、世界で最も成功を収めた実業家の1人である。
- 1976年 Apple Computer設立。

パソコン、情報機器。本社はカリフォルニア州サンノゼ（シリコンバレー）。
- 1977年 オラクル設立。

データベース管理システム（DBMS）の最大手。
- 1979年 シーゲイト・テクノロジー設立。

サーバ・デスクトップパソコン用ハードディスクドライブの大手3社の1つ。本社はカリフォルニア州スコッツバレー。
- 1980年 Quantum設立。

サーバ・デスクトップパソコン用ハードディスクドライブの大手だった。本社はカリフォルニア州サンノゼ。2001年にMaxtorに買収された。
- 1982年 コンパック・コンピュータ設立。

1990年代のパソコン製造・販売の大手の1つ。本社はテキサス州ヒューストン。2002年にヒューレット・パッカードと合併した。
- 1982年 シマンテック設立。

コンピュータセキュリティソフトウェアの大手。
- 1982年 アドビシステムズ設立。

印刷・映像・Web分野のソフトの最大手。本社はカリフォルニア州サンノゼ（シリコンバレー）。
- 1982年 サン・マイクロシステムズ設立。

ワークステーション、サーバ、ネットワークソフト大手。本社はカリフォルニア州パロアルト（シリコンバレー）。
- 1982年 Maxtor設立。

サーバ・デスクトップパソコン用ハードディスクドライブの大手3社の1つ。本社はカリフォルニア州ミルピタス。
- 1982年 ロータス設立。

表計算ソフト「1-2-3」とグループウェア「ノーツ」は世界的に有名。本社はマサチューセッツ州ケンブリッジ。
- 1984年 シスコシステムズ設立。

ネットワーク機器大手。本社はカリフォルニア州サンノゼ（シリコンバレー）。
- 1984年 デル設立。

パソコン製造・販売大手。本社はテキサス州。
- 1985年 ATI Technologies設立。

グラフィックチップ最大手。本社はカナダのオンタリオ州。
- 1985年 Gateway設立。

パソコン製造・販売中堅。サウスダコタ州ノーススーシティで創業、現在の本社はカリフォルニア州アーバイン。

### 1980年代後半 - 2000年代前半
インターネット時代の到来とともにインターネット企業の設立が相次いだ。個人用ノートパソコンでインターネット閲覧が普及した。利用するデバイスが年々小型化し、ソフトウェアの開発・販売企業が成長した。
- 1994年 Amazon.com設立。

ECサイトの最大手。
- 1995年 nVIDIA設立。

グラフィックチップ大手。本社はカリフォルニア州サンタクララ（シリコンバレー）。
- 1995年 Yahoo!設立。

インターネット検索エンジンおよびポータルサイトの大手。本社はカリフォルニア州。
- 1997年 Netflix設立。

ストリーミング配信事業の大手。
- 1998年 Google設立。

2000年代にインターネット検索エンジンで最大手となっている。本社はカリフォルニア州マウンテンビュー。
- 1999年 セールスフォース・ドットコム設立。

クラウドコンピューティングの大手。
- 1999年 VMware設立。

コンピュータ仮想化の最大手。
- 2004年 Facebook設立。

ソーシャル・ネットワーキング・サービスの大手。
- 2005年 YouTube設立。（2006年にGoogleが買収）

動画共有サービスの最大手。

### 2000年代後半 - 現在
インターネット上のウェブサイトが劇的に増加し、Web 2.0によって個人が情報を発信することが可能となった。デバイスの小型化が頭打ちになり、モバイルオペレーティングシステム（iOSやAndroidなど）を搭載したスマートフォンが広く普及したことにより、情報量が爆発的に増加した。インターネット関連企業の競争激化により、インターネットを介した様々なサービスの利用料金も劇的に低下した。その後、ビッグデータ、生体認証技術、人工知能など技術の進歩が著しく、技術を生かして、自動運転車、モノのインターネット、フィンテックなどの他分野産業への進出も活発である。
- 2006年 Twitter設立。

ソーシャル・ネットワーキング・サービスの大手。
- 2009年 WhatsApp設立。（2014年にFacebookが買収）

スマートフォン向けインスタントメッセンジャーアプリの大手。
- 2009年3月 ウーバー・テクノロジーズ設立。

自動車配車ウェブサイトおよび配車アプリの大手。